# Michelberger Pál
Michelberger Pál (Vecsés, 1930. február 4. – Budaörs, 2014. április 11.) Széchenyi-díjas gépészmérnök, egyetemi tanár, a Magyar Tudományos Akadémia rendes tagja. A járműtervezés és a szerkezetanalízis neves kutatója. 1985 és 1990 között a Budapesti Műszaki Egyetem Közlekedésmérnöki Karának dékánja, majd 1994-ig az egyetem rektora, 1993 és 1999 között az MTA alelnöke.

## Életpályája
1948-ban érettségizett a budapesti Szent László Gimnáziumban, majd felvették a Budapesti Műszaki Egyetem Gépészmérnöki Karára, ahol az addigra már Hadmérnöki Karrá átnevezett intézményben szerzett mérnökdiplomát 1952-ben. Ennek megszerzése után az egyetem Hadmérnöki Karán lett tanársegéd, majd 1955-ben adjunktus. A kar 1957-es visszanevezése után is folytatta a tanítást: 1963-ban kapta meg egyetemi docensi kinevezését. A Közlekedésmérnöki Kar 1968-as megalakulása után a Mechanika Tanszéken kapott egyetemi tanári, illetve egy évvel később tanszékvezetői megbízást. Még 1968-ban a kar egyik első dékánhelyettese lett, amely tisztségét 1971-ig töltötte be. 1985-ben a kar dékánjává, majd 1990-ben a Budapesti Műszaki Egyetem rektorává választották. Az egyetemet 1994-ig, a Mechanika Tanszéket 1995-ig vezette. 1994 és 1995 között a Magyar Rektori Konferencia megválasztott elnöke volt. 2001-ben professor emeritusi címet kapott.
1960-ban védte meg a műszaki tudományok kandidátusi, 1970-ben akadémiai doktori értekezését. Az MTA Mechanikai Bizottságának, a Közlekedéstudományi Bizottságnak és a Gépszerkezettani Bizottságnak lett tagja, utóbbinak 1985 és 1993 között elnöke is volt. 1982-ben megválasztották a Magyar Tudományos Akadémia levelező, 1990-ben pedig rendes tagjává. 1993-ban az akadémia alelnöke, 1994-ben a Nemzetközi Kapcsolatok Bizottsága elnöke lett. 1996-ban megerősítették alelnöki tisztségében, amelyet 1999-ig viselt. Eddig vezette a Nemzetközi Kapcsolatok Bizottságát is. Ezenkívül a londoni Európai Akadémia (1993), a salzburgi Európai Tudományos és Művészeti Akadémia (1998) és az Orosz Közlekedési Akadémia (1992) vette fel tagjai sorába. 1976 és 1990 között a Gépipari Tudományos Egyesület elnöke, majd 1993-ig alelnöke volt. 1998-ban a Műszaki és Természettudományi Egyesületek Szövetsége (MTESZ) elnökévé választották négy évre. 2001 és 2004 között a Magyar Akkreditációs Bizottság elnöke is volt. Több tudományos szakfolyóirat főszerkesztője, illetve szerkesztőbizottságának elnöke volt: Acta Technica (1986–2000), Periodica Polytechnica (Trans.Eng., 1985–93), Járművek, Mezőgazdasági, Építőipari gépek (1983-tól). Az International Journal of Vehicle Design szerkesztőbizottságának tagja lett, illetve 1984 és 2000 között a Vehicle System Dynamics című szakfolyóiratnál töltött be hasonló pozíciót.
Tudományos karrierje mellett a gazdasági életben is tevékenykedett: 1957-ben az Ikarus buszgyártó vállalat tervezőmérnöke, majd 1963-ban főkonstruktőre lett. 1964-ben átment az Autó- és Traktoripari Tröszthöz, amelynek osztályvezetőjeként kezdett el dolgozni. 1966-ban rövid ideig megbízott műszaki igazgató volt. 1968-ban tért vissza az Ikarushoz, ahol 1991-ig tudományos tanácsadóként tevékenykedett, amikor az igazgatótanács tagjává választották. Ezt a tisztségét 1994-ig töltötte be. Ikarusbeli pályafutása során több busztípus megalkotásában vett részt (például Ikarus 555, Ikarus 303). 1991 és 1994 között a Suzuki Magyarország igazgatótanácsának tagja, 1992 és 1994 között a Hungarocamion Rt. igazgatótanácsának elnöke volt. 1996-ban a Knorr-Bremse műszaki tanácsadója lett.

## Munkássága
Kutatási területe a mechanika, a járműtervezés és -építés, valamint a kinetika.
Eredményeit elsősorban a járművek szilárdsági és élettartamra való méretezésében, valamint a rugalmas vázszerkezetek dinamikájában érte el, de kutatott a szimmetriaelvek általánosítása terén is. Úttörőnek tekintett tudományos eredménye a gyártási folyamat, valamint a szilárdsági elemzés összekapcsolása, illetve az ezzel kapcsolatos gyártási feszültségek sztochasztikus kezelése. Egyetemi vezetőként a rendszerváltás idején kialakuló felsőoktatási reformfolyamat egyik aktív résztvevője volt.
Közel négyszázötven tudományos publikáció szerzője vagy társszerzője. Munkáit magyar, angol és német nyelven adja közre, egyes publikáció orosz nyelven is megjelentek. Emellett számos tudományos konferencián vett részt és szólalt fel.

## Családja
Felesége Torma Ilona volt. Házasságából egy leány-, illetve egy fiúgyermek született. Fia, szintén Pál, 2005-ben PhD-t szerzett projekttervezésből.

## Díjai, elismerései
- Pattantyús-Ábrahám Géza-díj (1973)
- FISITA-emlékérem (1978)
- Eötvös Loránd-díj (1994)
- A Magyar Köztársasági Érdemrend középkeresztje (1994)
- Széchenyi-díj (1995) – A hazai járműipar megteremtésében, különösen az új autóbusz-konstrukciók fejlesztésében végzett tudományos, műszaki és oktatói tevékenységéért, járműfejlesztési iskola kialakításáért és nemzetközi elismertetéséért.
- Pázmány Péter-díj (1999)
- Eötvös József-díj (2000)
- Akadémiai Aranyérem (2006)
- A Magyar Érdemrend középkeresztje a csillaggal (2012)

## Főbb publikációi
- Könnyűszerkezetek szilárdságtana (társszerző, 1965)
- Jármű vázszerkezetek statikai méretezése (1968)
- Válogatott fejezetek a könnyűszerkezetek szilárdságtanából (1968)
- Gépjárműszerkezetek méretezése (társszerző, 1972)
- Az autóbuszok viselkedése baleset esetén (1974)
- Könnyűszerkezetek a jármű- és gépiparban (társszerző, 1976)
- Járműgyártás és jármű-dinamikai kutatások (1984)
- Alumínium kézikönyv (1984)
- Mechanika V. (társszerző, 1985)
- Közlekedés és környezet (1990)
- Kinematika és kinetika (1991)
- Közlekedés, környezet, mérnöki felelősség (1993)
- Robust Design of Active Suspension System (társszerző, 1993)
- FISITA’94. Automobile in Harmony with Human Society (1994)
- SVD-based Complexity Reduction to TS Fuzzy Models (társszerző, 2002)